# Světci z Pomezí nad Ohří
Světci z Pomezí nad Ohří (dříve Mühlbach bei Eger) jsou pozdně gotické dřevěné sochy z doby kolem r. 1500–1510. Původně byly patrně součástí nedochovaného oltářního nástavce zasvěceného Panně Marii v kostele sv. Jakuba Většího v Mühlbachu. Jsou vystaveny v expozici chebské plastiky Galerie výtvarného umění v Chebu jako zápůjčka římskokatolické farnosti v Chebu.

## Historie
Původ soch není znám. Románský kostel sv. Jakuba Většího v Mühlbachu patří k nejstarším na Chebsku a podle řezenské matriky existoval již v 10. století. Jako filiální kostel chebské farnosti je doložen k roku 1200. V době pozdního baroka byl přestavěn (1798–1799) a barokní vybavení bylo doplněno i některými gotickými sochami. Po válce se vysídlená obec dostala do přísně střeženého hraničního pásma a pokračovala její postupná devastace. Do Galerie výtvarného umění v Chebu se sochy dostaly během svozů z poničených objektů v pohraničí v 60. letech 20. století. Po roce 1990 byl kostel vyrabován a nakonec v havarijním stavu předán obci, která ho nechala opravit.

## Popis a zařazení

### Sv. Štěpán
Socha z lipového dřeva 101,5 × 34 × 21,5 cm, vzadu vyhloubená, se zbytky původní polychromie. Chybí levá ruka.
Sv. Štěpán drží v pravé ruce knihu se třemi kameny, které jsou symbolem jeho umučení.

### Sv. Vavřinec
Socha z lipového dřeva 101 × 34,5 × 18 cm, vzadu vyhloubená, s nepatrnými zbytky polychromie. Chybějí obě ruce.
Identita Sv. Vavřince je určena na základě analogie. Oba světci jsou často zobrazováni společně, protože je pojí shodné církevní svěcení, mučednická smrt i místo pohřbení. Sv. Vavřinec přidržoval v levé ruce knihu a v chybějící pravé ruce nesl patrně svůj obvyklý atribut – rošt, na kterém byl umučen ohněm.
Sochy restaurovali J. Tesař (1972) a J. Živný (1986). Obě figury představují mladé a robustní muže, nakročené v lehkém kontrapostu. Základní tvar oválného obličeje s vystupující hranatou bradou, nízkým čelem, nasazením nosu a očnicových oblouků je společný, ale tvář sv. Vavřince ve srovnání se sv. Štěpánem postrádá živost a má poněkud loutkovité vzezření. Na sobě mají podkasané jáhenské dalmatiky se širokými rukávy a zdobeným lemem, prostřižené na bocích. Šíji a ramena světců zakrývá humerál. Delší záhyby drapérie s nevysokými ostrými hranami ve tvaru V nezasahují do vnitřního objemu soch a zůstávají na povrchu. Sochy se liší tvarem záhybů i mírou individualizace tváře a lze předpokládat, že vznikly podle různých předloh.
Ševčíková řadí obě sochy k dílu anonymního chebského řezbáře, kterého označila jako Mistr Madony z Kamenné ulice. Je pro něj charakteristický dekorativnější způsob zpracování a formální řešení problémů bez hlubšího duchovního zaujetí. U prací nižší kvality se výraz soch stává prázdnou a líbezně se usmívající maskou.
Původní švábská inspirace chebského sochařství, které s ní ztratilo přímý kontakt, přetrvala pouze v nenáročné a velmi zredukované formě. Nejsilnějším ohniskem vlivu se stalo francké sochařství, zejména v příklonu k plnější plasticitě a uplatnění tělesného objemu pod povrchem drapérie, typice hlav i záhybové skladbě drapérie s tvrdším zalamováním. Nejbližší protějšek chebského sv. Štěpána, kterého charakterizuje živější fyziognomie, lze nalézt v Eichstättu (sv. Vít, Kottingwörthwský oltář v biskupské kapli). Vykoukal považuje za nejbližší ženský protějšek obou soch Madonu z kostela sv. Jošta, která je jim blízká i celkovým zpracováním sochařského tvaru, fyziognomií a pojetím drapérie.

### Díla připsaná Mistru Madony z Kamenné ulice
- Sv. Kateřina a sv. Barbora z kláštera v Teplé
- Madona z Kamenné ulice v Chebu
- Sv. Jan Evangelista ze skupiny pod křížem (Cheb)
- oltářní křídla se sv. Barborou a sv. Apolenou z Plané (Muzeum Tachov)
- Sv. Štěpán a sv. Vavřinec, římskokatolická farnost Cheb

### Jiná díla
- Madona z kostela sv. Jošta